# Manabu Saito
Manabu Saito (n. 14 aprilie 1990) este un fotbalist japonez.

## Statistici
| Japonia | Japonia | Japonia |
| An      | Meciuri | Goluri  |
| ------- | ------- | ------- |
| 2013    | 3       | 1       |
| 2014    | 2       | 0       |
| Total   | 5       | 1       |